# Kolvävare
Kolvävare (Ploceus albinucha) är en fågel i familjen vävare inom ordningen tättingar.

## Utseende och läte
Kolvävaren är en helsvart vävare med genomträngande vita ögon. Fåglar i västra delen av utbredningsområdet (albinucha, se nedan) är silvergrå i nacken, medan de i öst är helsvarta. Jämfört med svartvävaren har den tunnare och spetsigare näbb. Den förekommer också i mer beskogade områden. Bland lätena hörs torrt tjatter och mjuka mekaniska raspiga ljud, ibland i komplexa kombinationer.

## Utbredning och systematik
Kolvävaren delas in i två grupper med tre underarter som har följande utbredning:
- Ploceus albinucha albinucha - Guinea till Ghana
- maxwelli-gruppen:
  - Ploceus albinucha maxwelli – ön Bioko i Guineabukten
  - Ploceus albinucha holomelas – södra Nigeria till Gabon, Centralafrikanska Republiken, norra Kongo-Kinshasa och västra Uganda

## Levnadssätt
Kolvävaren hittas i skogar i låglandsområden och förberg. Den ses i smågrupper eller i kringvandrande artblandade flockar, ibland med andra vävararter. Stundom kan den forma mycket större grupper och häcka i mycket stora artrena eller artblandade kolonier.

## Status
Arten har ett stort utbredningsområde och beståndet anses stabilt. Internationella naturvårdsunionen IUCN listar den därför som livskraftig (LC).